# Carrer Graus (Castellnou d'Oluges)
El Carrer Graus és una via pública Castellnou d'Oluges, municipi de Cervera (Segarra) inclosa a l'Inventari del Patrimoni Arquitectònic de Catalunya.

## Descripció
Carreró que accedeix al castell fent diverses voltes. Tot al llarg hi ha antigues arcades, d'arc apuntat, de mig punt, etc. fets amb rústegues dovelles. Les cases, pobres i fetes amb paredat, són actualment deshabitades. Es poden veure portades amb arcs de mig punt de grans dovelles però en general les cases són senzilles. Hi ha molts edificis enrunats o en mal estat. Hi ha un arc apuntat que sembla indicar un canvi de barri, potser d'entrada al barri jueu.